# Mílton Cruz
Mílton da Cruz, meglio noto come Mílton Cruz (Cubatão, 1º agosto 1957), è un ex calciatore brasiliano, di ruolo attaccante.

## Carriera

### Club
Dopo un inizio importante con il San Paolo con 14 gol in 15 partite, giocò per l'Internacional, con il quale vinse il Campionato Gaúcho; si è ritirato nel 1993.

### Nazionale
Con la Nazionale di calcio del Brasile ha giocato durante Los Angeles 1984.

## Palmarès

### Giocatore

#### Club
- Campionato Gaúcho: 1

Internacional: 1984

#### Nazionale
- Argento olimpico: 1

Los Angeles 1984

### Allenatore
- Campionato Catarinense: 1

Figueirense:2018